# Gladiolus mosambicensis
Gladiolus mosambicensis är en irisväxtart som beskrevs av John Gilbert Baker. Gladiolus mosambicensis ingår i släktet sabelliljor, och familjen irisväxter. Inga underarter finns listade i Catalogue of Life.